# Łużok (obwód smoleński)
Łużok (ros. Лужок) – wieś (ros. деревня, trb. dieriewnia) w zachodniej Rosji, w osiedlu wiejskim Zaborjewskoje rejonu diemidowskiego w obwodzie smoleńskim.

## Geografia
Miejscowość położona jest w dorzeczu Połowji, 1,5 km od drogi regionalnej 66N-0510 (Koriewo – Worobji – Staryj Dwor – 66N-0506 / Pogołka), 16 km od centrum administracyjnego osiedla wiejskiego (Zaborje), 29,5 km od centrum administracyjnego rejonu (Diemidow), 79 km od stolicy obwodu (Smoleńsk), 52,5 km od granicy z Białorusią.
W granicach miejscowości znajdują się ulice: Ługowaja, Mołodiożnaja.

## Demografia
W 2010 r. miejscowość zamieszkiwało 28 osób.

## Historia
W czasie II wojny światowej od lipca 1941 roku wieś była okupowana przez hitlerowców. Wyzwolenie nastąpiło we wrześniu 1943 roku.
Na mocy uchwały z dnia 28 maja 2015 roku wszystkie miejscowości (w tym Łużok) zlikwidowanej jednostki administracyjnej Worobjowskoje weszły w skład osiedla wiejskiego Zaborjewskoje.

## Osobliwości
- Osada 0,5 km na wschód od dieriewni[7]
- Grupa 39 kurhanów w południowej części wspomnianej osady (X–XIII wiek)[7]